# 台北捷運車票
台北捷運車票由台北捷運公司發行，包括單程票、電子票證等。由於台北捷運車費結構複雜，因此設有不同種類的車票。此外，捷運公司亦發行旅遊用車票。所有發行的車票均受《大眾捷運法》及《臺北捷運系統旅客須知》所規範；而悠遊卡、旅遊票及以悠遊卡儲存的金額亦受「悠遊卡約定條款」所規範。

## 定義
根據臺北捷運系統旅客須知，「車票」指「供旅客搭乘本公司經營之大眾捷運系統之乘車憑證」。

## 車票
臺北捷運車票有捷運公司所發行的IC代幣單程票、自行車票、團體票、自行車單程票，並可使用一卡通公司所發行的一卡通及悠遊卡公司所發行的悠遊卡及愛金卡公司所發行的愛金卡及TPASS行政院通勤月票。
票卡使用方式是將票卡或代幣輕觸感應區。
兩站間若有多種乘車路徑，不論經由何路徑，其票價皆以最短乘車路徑計費。IC代幣單程票可供旅客搭乘一次，出站回收，僅限發售當日有效。。
臺北捷運昔日皆以全票收費，但自2011年4月1日起，以縣市政府補助差額的方式，提供敬老與愛心（身障）票，年滿65歲以上老人憑身分證、身心障礙者憑有效期的身心障礙證明至捷運站詢問處購票，即享有4折優惠。另持有各縣市與一卡通或悠遊卡發行的記名式社福優待卡供持卡人本人直接刷票乘車，也享4折優惠。
臺北捷運新閘門2025年10月完工，可使用Apple Pay、Google Pay、Samsung Pay、LINE Pay、icash Pay。

### 一般車票
一般車票指所有乘客皆可使用，有一定面值的車票，這分類包括單程車票。
| 票種           | 售價          | 使用資格                                                                             | 购买途径 |
| -------------- | ------------- | ------------------------------------------------------------------------------------ | --- |
| 普通單程票     | 新臺幣20-65元 | 年滿6歲的所有乘客                                                                    | 自動售票機或詢問處購買。 |
| 優待單程票     | 新臺幣8-26元  | - 年滿65歲，或年滿55歲臺北市原住民 - 持有身心障礙者手冊(證明)者及其必要陪伴者(限1人) | 需持本人優待證件至詢問處購買。 |
| 台北兒童單程票 | 新臺幣12-39元 | 設籍或學籍為臺北市之 6 歲以上未滿 12 歲之兒童。                                      | - 「數位學生證」：學籍設於臺北市且有向臺北市政府教育局申請 使用數位學生證之公私立國民小學得申請辦理。 - 「兒童優惠卡」：無數位學生證且設籍於臺北市者申請辦理。 |

### 旅遊票
台北捷運有捷運一日票、24/48/72小時票、貓空纜車一日票、台北觀光護照等旅遊用途，以悠遊卡型態出售，可向車站詢問處購買，也能在部分車站的自動售票機上購買。
啟用指首次使用票卡，即第一次通過捷運站的閘門進站。
| 車票票種     | 車票票種                | 購買價格             | 適用運具                                    | 購買方式                          | 備註                                                                     |
| ------------ | ----------------------- | -------------------- | ------------------------------------------- | --------------------------------- | ------------------------------------------------------------------------ |
| 一日票       | 一日票                  | 新臺幣150元          | 臺北捷運                                    | 各車站詢問處 部分車站的自動售票機 | 限啟用當日有效，不限次數 限使用於台北捷運，無法使用於其他用途            |
| 24小時票     | 24小時票                | 新臺幣180元          | 臺北捷運                                    | 各車站詢問處 部分車站的自動售票機 | 不限次數，啟用後連續24小時內有效 （含不營運時段）                        |
| 48小時票     | 48小時票                | 新臺幣280元          | 臺北捷運                                    | 各車站詢問處 部分車站的自動售票機 | 不限次數，啟用後連續48小時內有效 （含不營運時段）                        |
| 72小時票     | 72小時票                | 新臺幣380元          | 臺北捷運                                    | 各車站詢問處 部分車站的自動售票機 | 不限次數，啟用後連續72小時內有效 （含不營運時段）                        |
| 台北觀光護照 | 1日券                   | 新臺幣180元 （賣斷） | 臺北捷運 臺北聯營公車 新北市轄公車          | 各車站詢問處 纜車站               | 不限次數，限啟用後指定日數內有效                                         |
| 台北觀光護照 | 2日券                   | 新臺幣310元 （賣斷） | 臺北捷運 臺北聯營公車 新北市轄公車          | 各車站詢問處 纜車站               | 不限次數，限啟用後指定日數內有效                                         |
| 台北觀光護照 | 3日券                   | 新臺幣440元 （賣斷） | 臺北捷運 臺北聯營公車 新北市轄公車          | 各車站詢問處 纜車站               | 不限次數，限啟用後指定日數內有效                                         |
| 台北觀光護照 | 5日券                   | 新臺幣700元 （賣斷） | 臺北捷運 臺北聯營公車 新北市轄公車          | 各車站詢問處 纜車站               | 不限次數，限啟用後指定日數內有效                                         |
| 台北觀光護照 | 貓纜版1日券（不限次數） | 新臺幣350元 （賣斷） | 臺北捷運 臺北聯營公車 新北市轄公車 貓空纜車 | 各車站詢問處 纜車站               | 2010年7月1日起各捷運車站、纜車站販售 2016年2月1日起調整售價為新臺幣350元 |

### 其他票種
攜帶自行車單程票、團體票、定期票
| 票種                              | 售價          | 使用資格                                                                | 簡介                                                                        |
| --------------------------------- | ------------- | ----------------------------------------------------------------------- | --------------------------------------------------------------------------- |
| 攜帶自行車單程票                  | 新臺幣80元    | 攜帶自行車旅客                                                          | 人車合併收費，單趟不限里程一律全票收費，人車須一同進出車站。                |
| 團體票                            |               | - 10人以上，每人以單程票8折優惠 - 40人以上，每人以單程票7折優惠         | 由站務人員協助開啟團體票出入口通行。                                        |
| TPASS行政院通勤月票北北基桃都會通 | 新臺幣1,200元 | 以專用票卡、悠遊卡普通卡、聯名卡、學生卡或Debit卡（效期需30天以上）設定 | 30日內不限次數搭乘北北基桃四種公共運輸運具，及臺北市YouBike每次前30分鐘免費 |

### 曾使用票種
雙北公共運輸定期票於2018年啟用，票價1280元以悠遊卡普通卡、聯名卡、學生卡或Debit卡設定購買；期限30天；可不限次數搭乘臺北捷運、臺北、新北市區公車段次計費路線，及臺北市YouBike每次前30分鐘免費。已於2023年6月30日停止使用。

## 票價
票價以乘車里程級距，採最短乘車里程計算，計價標準見下表。台北捷運自動收費設備系統，為台北捷運所使用的自動收費設備系統（AFCS）。目前平常除團體票和腳踏車搭乘券仍保留紙票以外，其餘均以非接觸式電子票證為主。票證使用非接觸式票卡為主，除了IC代幣單程票之外，也包括各式一卡通及悠遊卡及愛金卡（iCash）。目前無障礙寬閘門附掛式多卡通驗票閘門已經申請經費裝設並驗收完成，可使用扣款，在啟用前，曾因為領取交通部補助，完成多卡通建置卻多年不啟用而引發爭議。團體票和腳踏車搭乘券則仍為紙票，並使用公務門而非門檔式閘門。人潮眾多時也會販售單程票代用券，此亦為紙票。單程票自動售票機採用觸控式螢幕操作，一次最多可販售10枚IC代幣；可使用紙鈔購票。
一卡通及悠遊卡加值機可使用現金或金融卡加值，也可開啟聯名信用卡的自動加值功能。悠遊卡單鈔加值機僅部份車站有此設備，其特色是一次僅使用一張紙鈔進行快速加值，也有查詢機可查詢悠遊卡或IC代幣卡片資料，自2014年7月12日，在部分單程票售票機也加裝零錢加值機功能，供零錢加值。而銀行提供的一卡通及悠遊卡售卡加值機、兌幣機、兌幣兌鈔機 和自動提款機供旅客使用。
2020年2月1日起，普通電子票證取消8折優惠，改依每卡每月累積乘車次數累積現金回饋比例，回饋金於次月開始首次通過捷運閘門時，以自動加值方式，存入同一張票卡之電子錢包，等於現金可用於各電子票證可用的使用範圍。但超過1年該電子票證均未使用於搭乘捷運時，回饋金即歸零失效。
| 乘車里程（公里）                                          |         |          |           |           |           |           |           |           |      |    |
| ≤ 5                                                       | >5 ～ 8 | >8 ～ 11 | >11 ～ 14 | >14 ～ 17 | >17 ～ 20 | >20 ～ 23 | >23 ～ 27 | >27 ～ 31 | > 31 |    |
| 單程票、電子票證票價（新臺幣：元）                        | 20      | 25       | 30        | 35        | 40        | 45        | 50        | 55        | 60   | 65 |
| 台北兒童電子票證（新臺幣：元）                            | 12      | 15       | 18        | 21        | 24        | 27        | 30        | 33        | 36   | 39 |
| 新北兒童電子票證、優待單程票、 社福電子票證（新臺幣：元） | 8       | 10       | 12        | 14        | 16        | 18        | 20        | 22        | 24   | 26 |

※台北車站─昆陽超過8公里，但是指定以8公里計算
- 社福電子票證：由縣市政府發行的記名式社福卡，包括一卡通敬老/博愛（愛心）/博愛（愛心）陪伴及悠遊卡敬老/愛心/愛心陪伴，愛心陪伴卡緊接主卡感應同一閘門時。

2025年10月底，台北捷運更新全線117個車站的閘門並建置完成，之後新增信用卡及已綁定信用卡的Apple Pay、Google Pay、Samsung Pay乘車感應付款。

## 站外轉乘
板橋站環狀線與板南線間、與環狀線新埔民生站與板南線新埔站間，採用站外轉乘，出站後於20分鐘內進入另一路線閘門，搭乘里程合併計費。單程票使用者須使用專用閘門，電子票證使用者則可直接使用一般閘門。

## 目前票務設備
驗票閘門

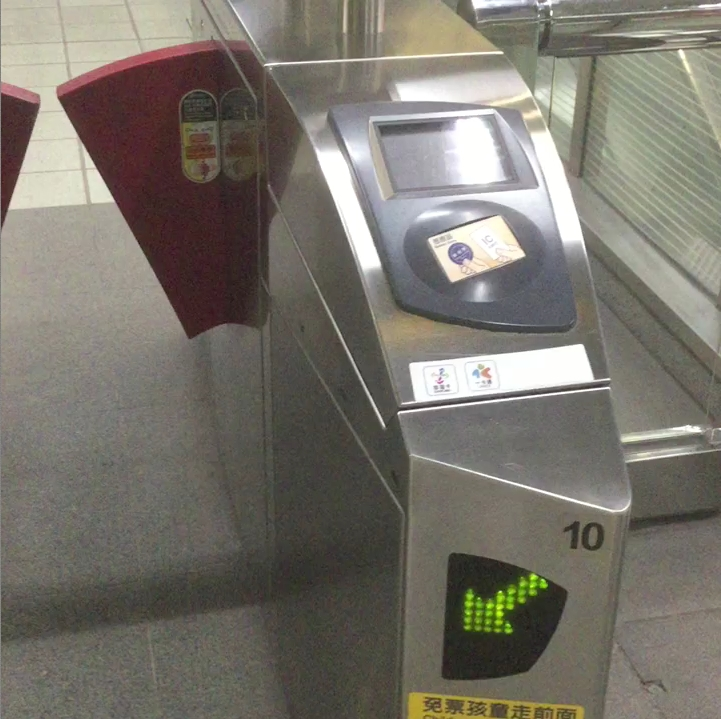
南港站的10號驗票閘門進站驗票區（一卡通都可使用）

三種不同的寬度供一般旅客、持大型行李的旅客及身障旅客使用。主動管制一人一票，以及偵測符合免票證的隨行孩童身高（115公分以下）。
票證
- 使用非接觸式票卡為主，包括各式一卡通及悠遊卡及愛金卡及有錢卡及IC代幣單程票。
- 2015年9月1日起，無障礙寬閘門除各式一卡通及悠遊卡及愛金卡及有錢卡及IC代幣單程票也接受使用。
- 團體票及腳踏車搭乘券則仍為紙票，並使用公務門而非門檔式閘門。
- 人潮眾多時亦會販售單程票代用券，此亦為紙票。

單程票自動售票機
採用觸控式螢幕操作，一次最多可販售十枚IC代幣，可使用紙鈔及硬幣購票，部份機器亦可加值電子票證。
悠遊卡加值機
為悠遊卡股份有限公司提供，可使用現金或金融卡加值，亦可開啟聯名信用卡的自動加值功能。
悠遊卡售卡加值機
為銀行提供，可使用現金購買悠遊卡、TPASS票卡或加值。
悠遊卡單鈔加值機
為悠遊卡股份有限公司提供，僅部份車站有此設備。其特色是一次僅使用一張紙鈔進行快速加值。
票卡查詢機
可查詢電子票證或IC代幣卡片資料。
兌幣機
為銀行提供，僅可以鈔票兌換50元硬幣。
兌幣兌鈔機
為銀行提供，除可使用面額較大之鈔票兌換面額較小之鈔票及50元硬幣之外，亦可使用50元硬幣換取紙鈔。
自動提款機
為銀行提供，供旅客提領現金使用。
數幣機及點鈔機
此為提供站務人員使用之機具。

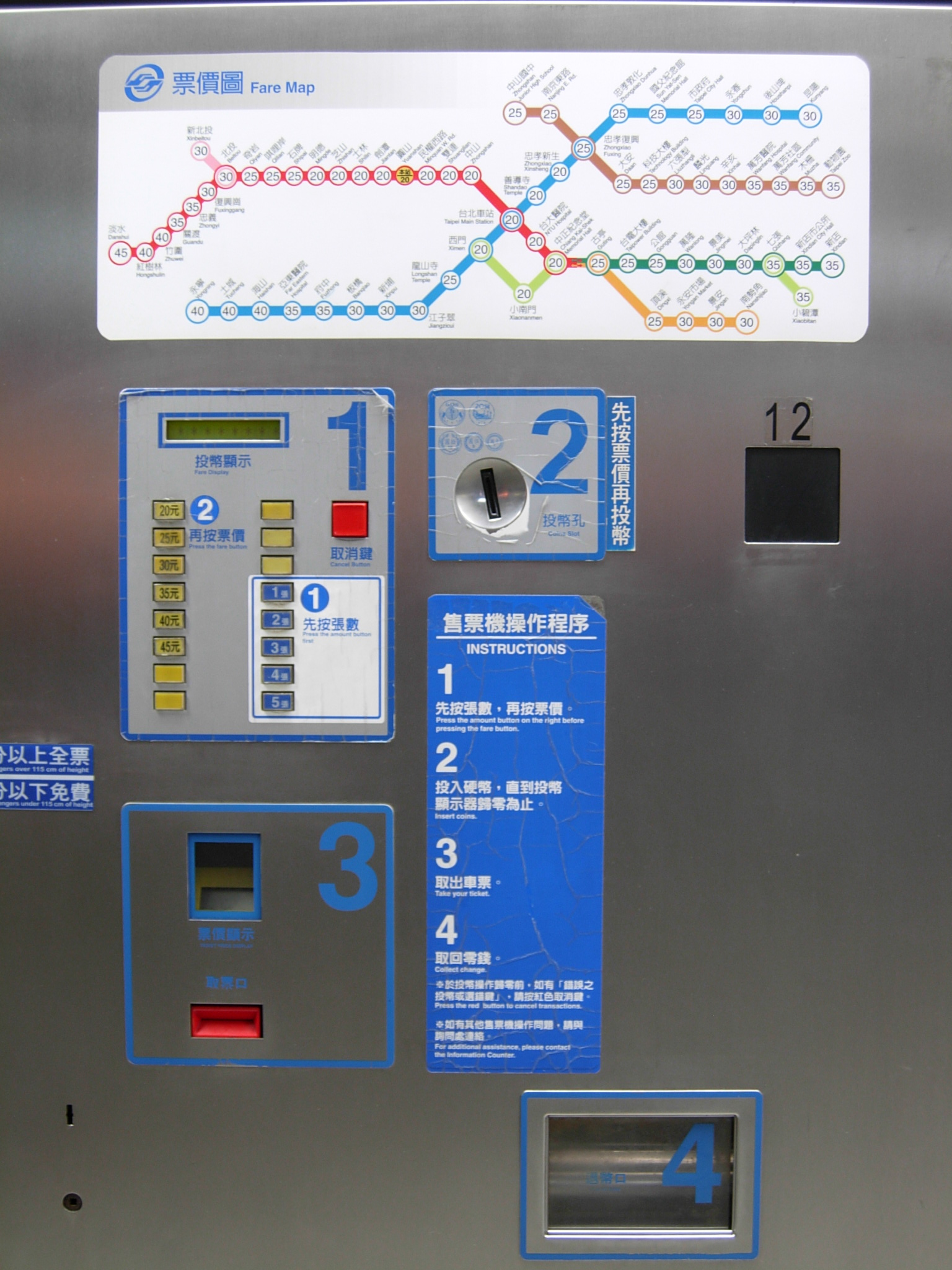
按鍵式單程票自動售票機
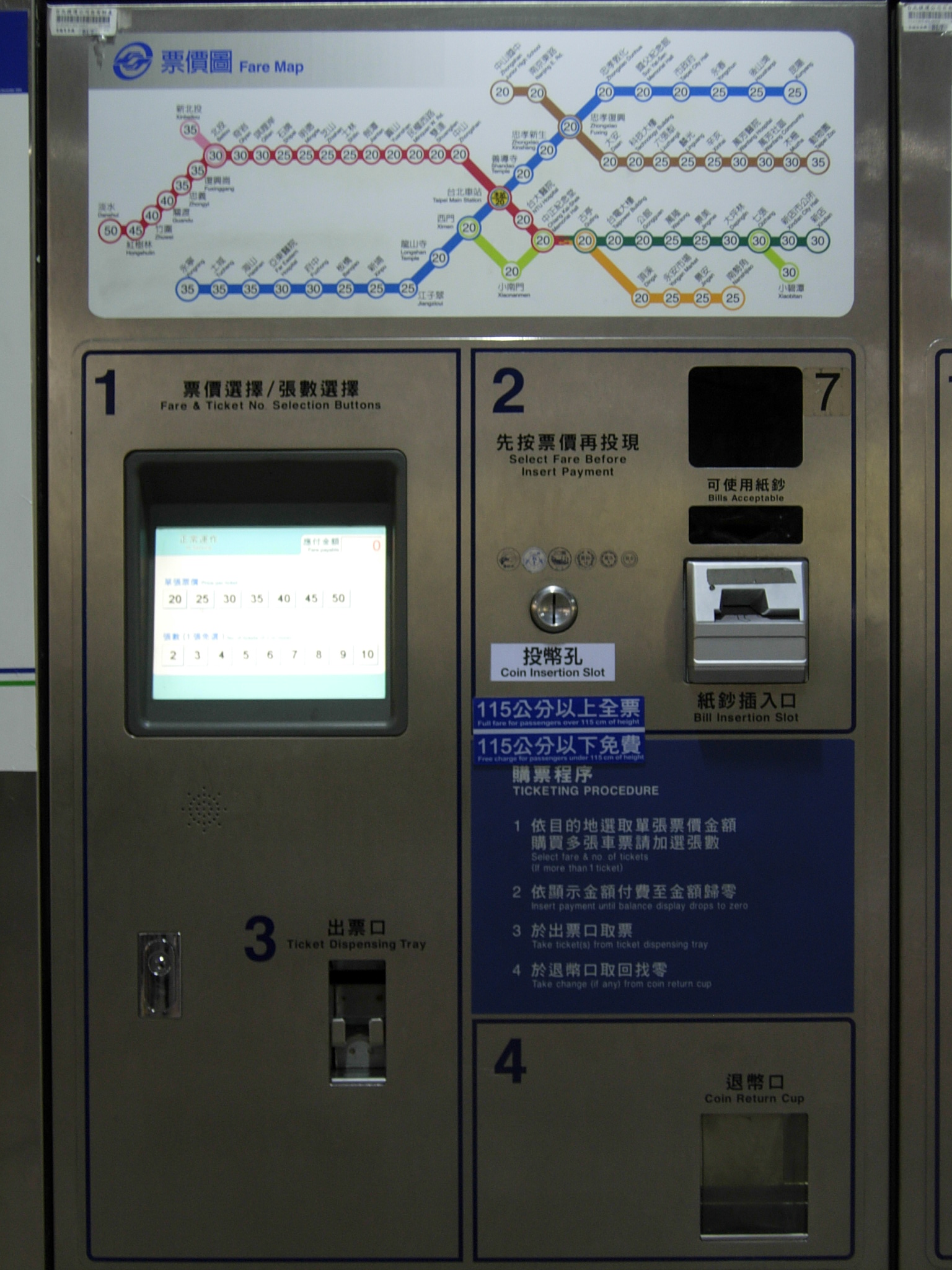
觸控式單程票自動售票機1
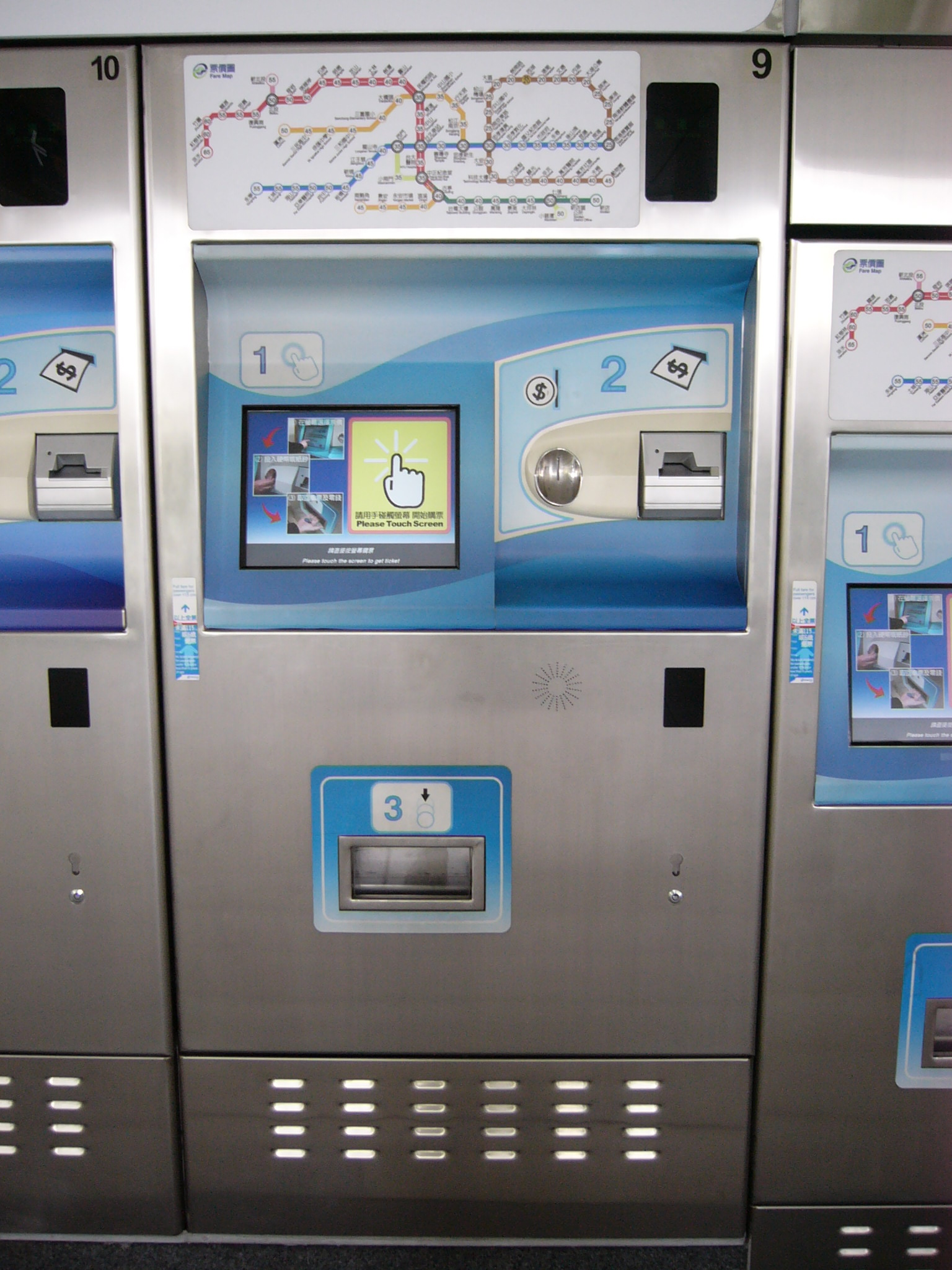
觸控式單程票自動售票機2（西湖站）
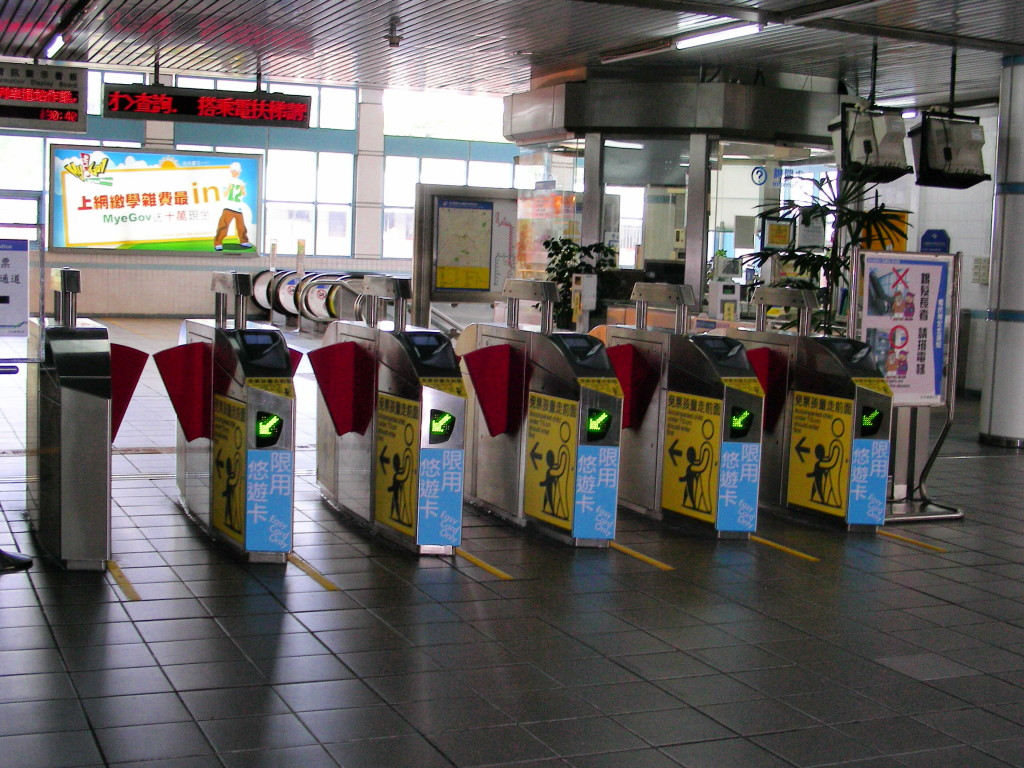
CU307驗票閘門（萬芳醫院站）
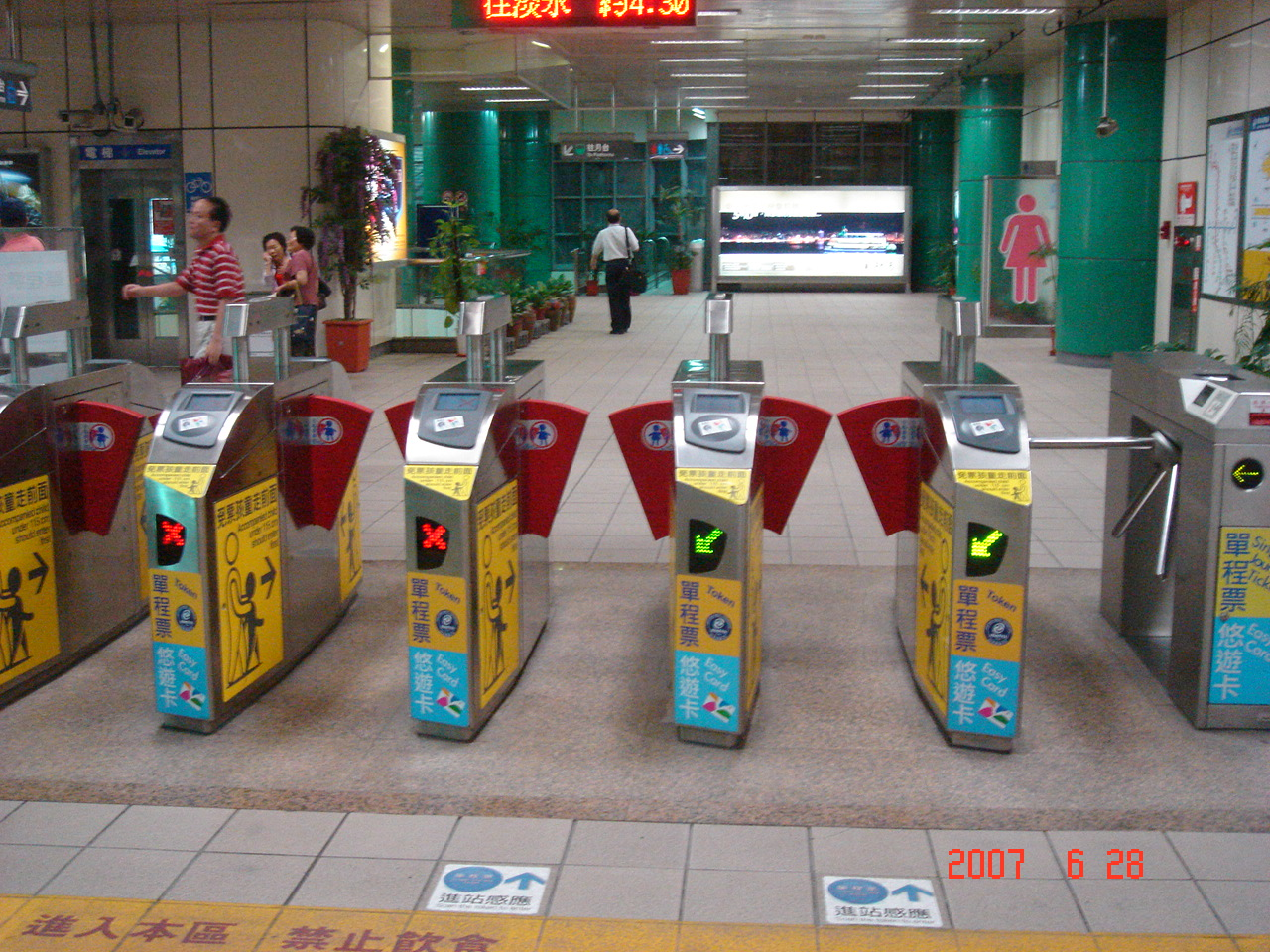
CU307驗票閘門（新店站）
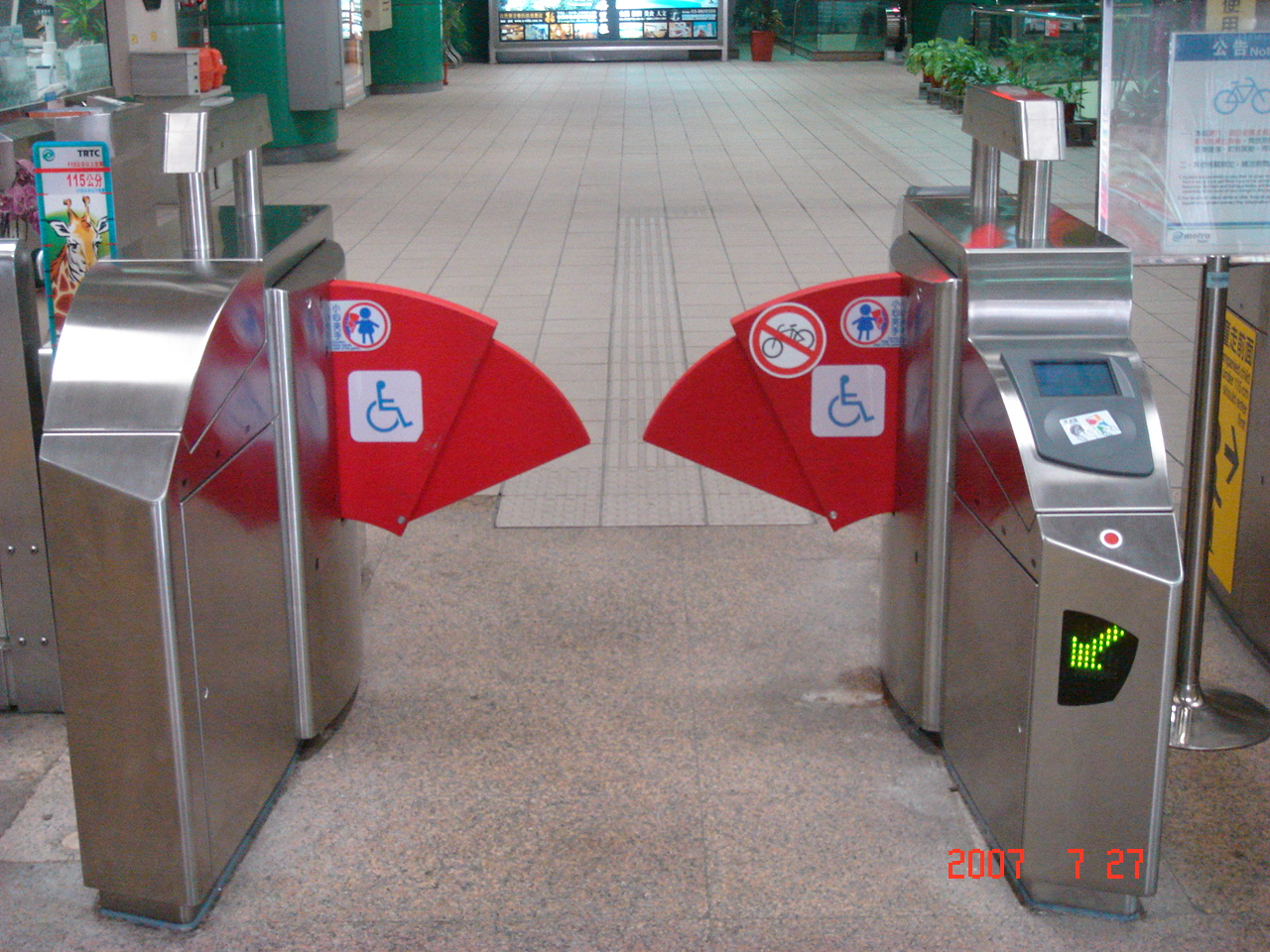
符合無障礙標準的CU307驗票閘門，輪椅和大件行李能通過。（新店站）
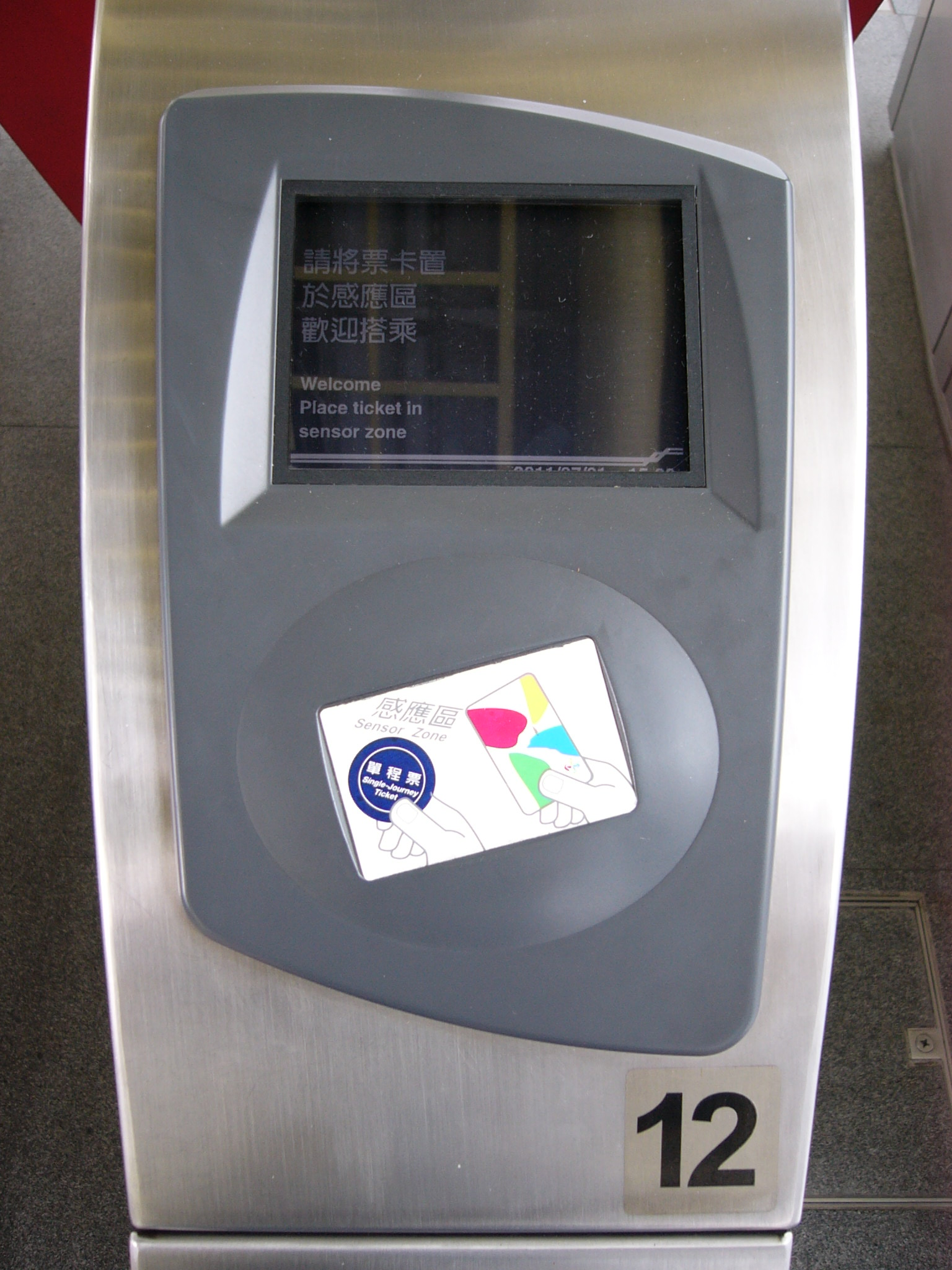
CU307驗票閘門的進站驗票區（西湖站）
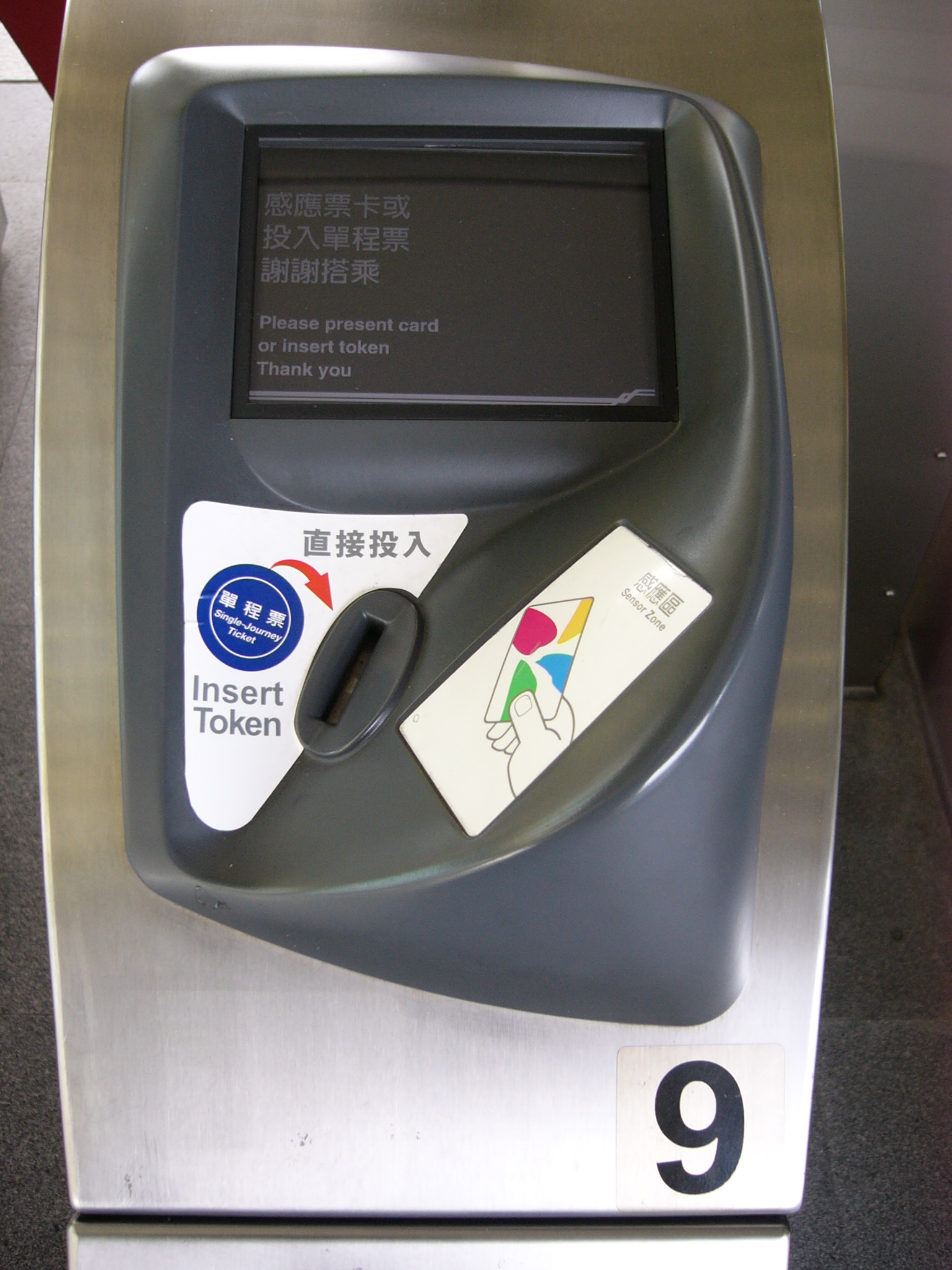
CU307驗票閘門的出站驗票區（西湖站）
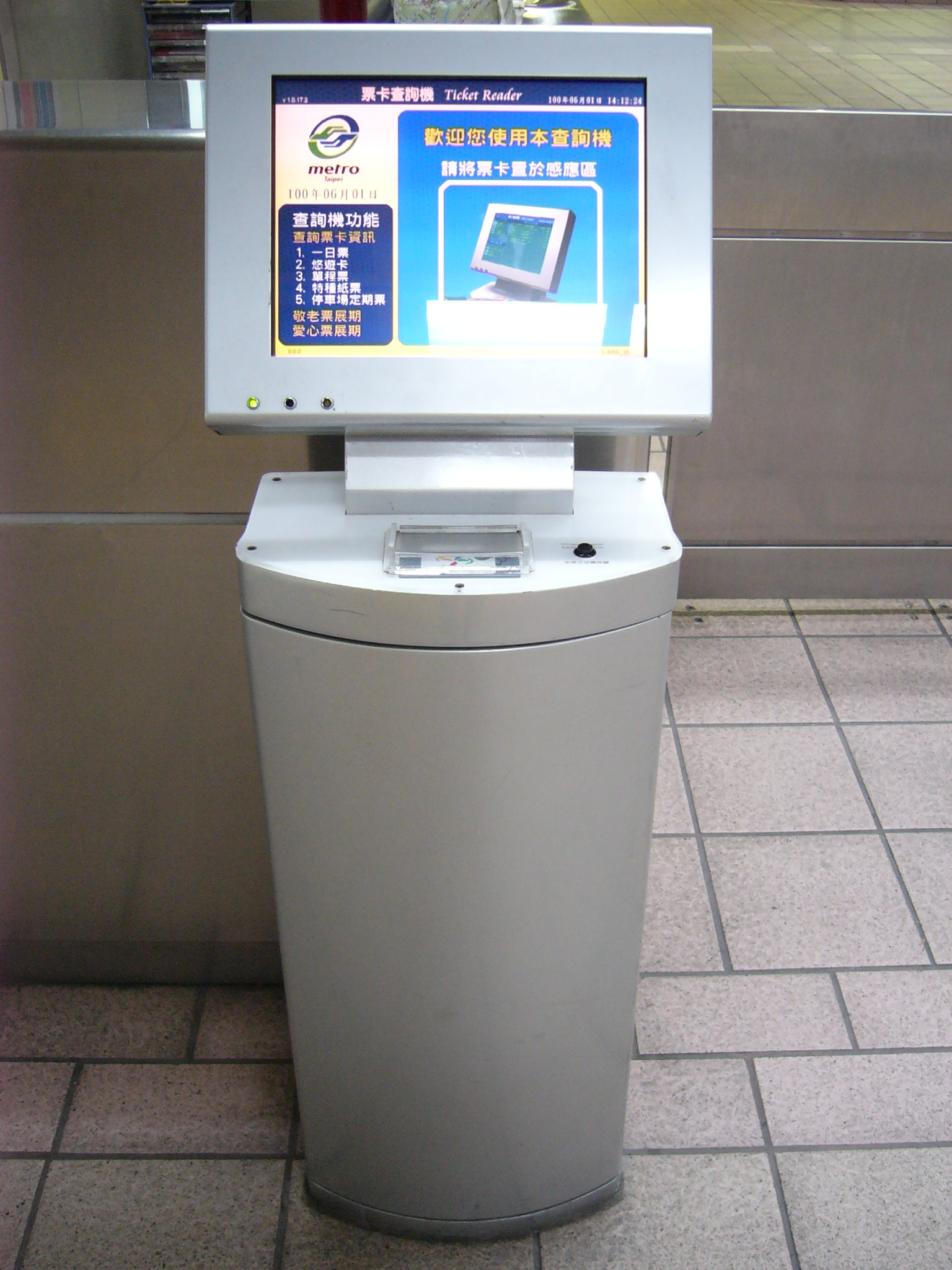
票卡查詢機（景美站）
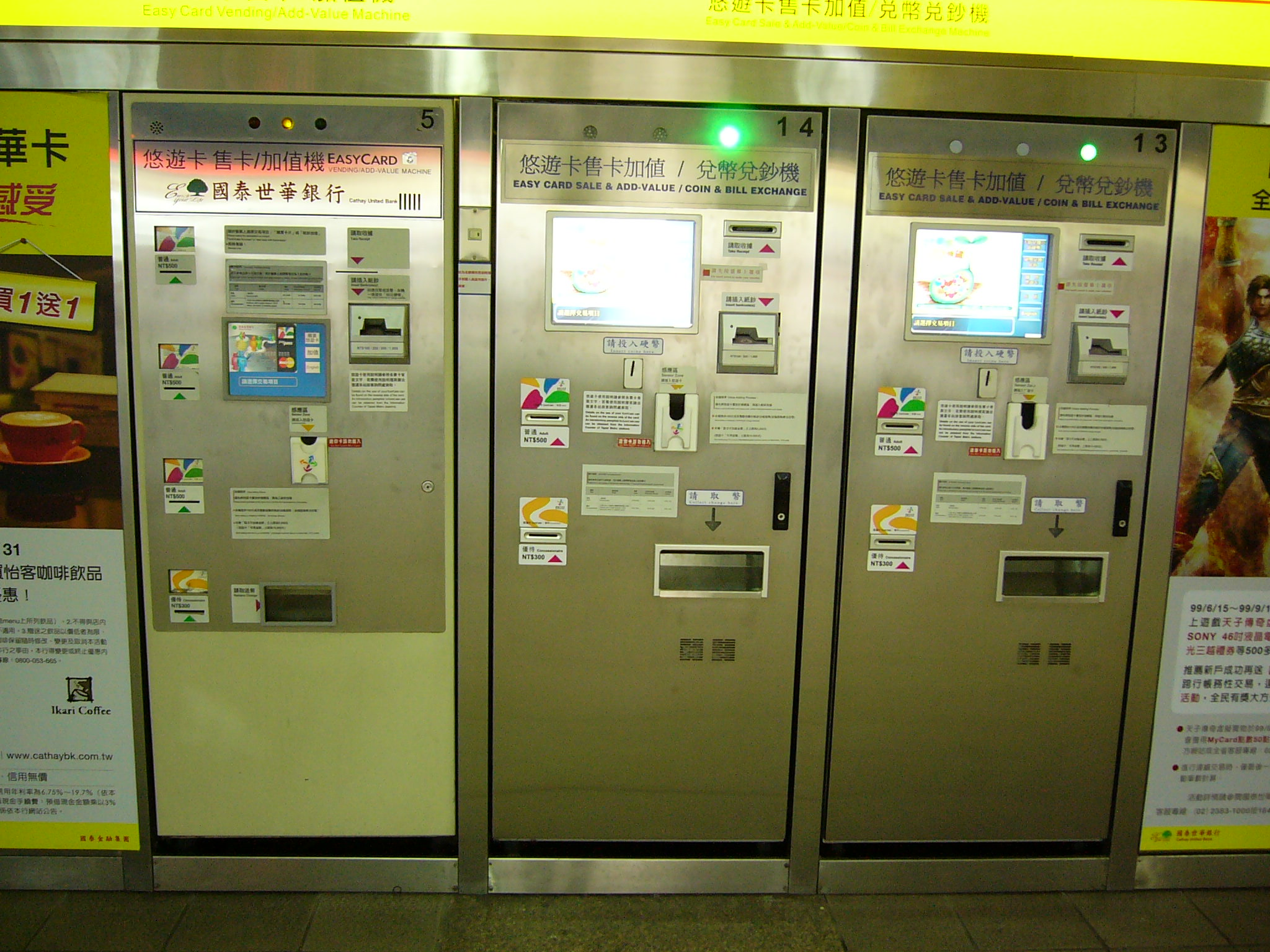
國泰世華銀行的悠遊卡售卡加值/兌幣兌鈔機（台北車站）
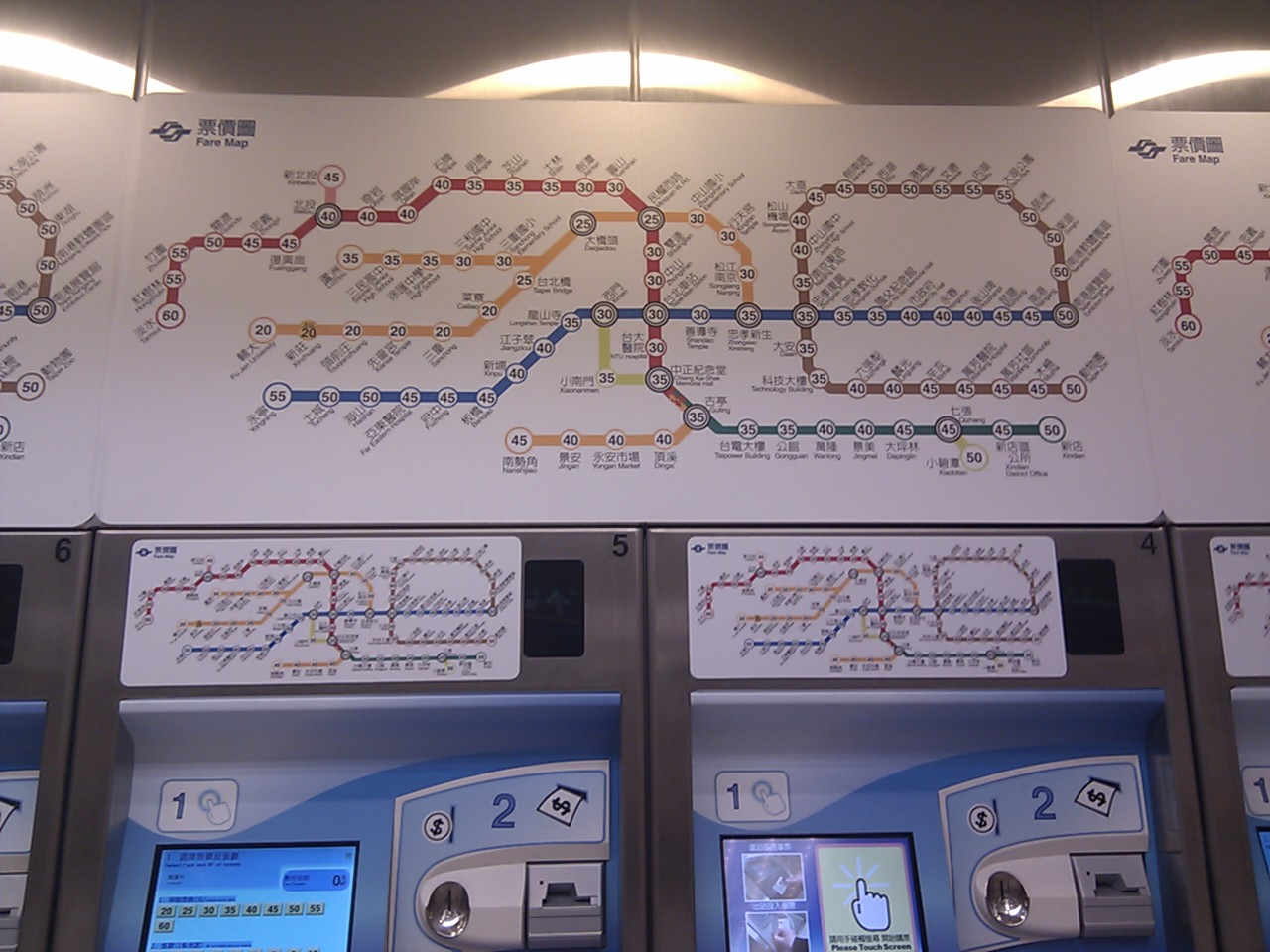
自動售票機票價圖（新莊站）
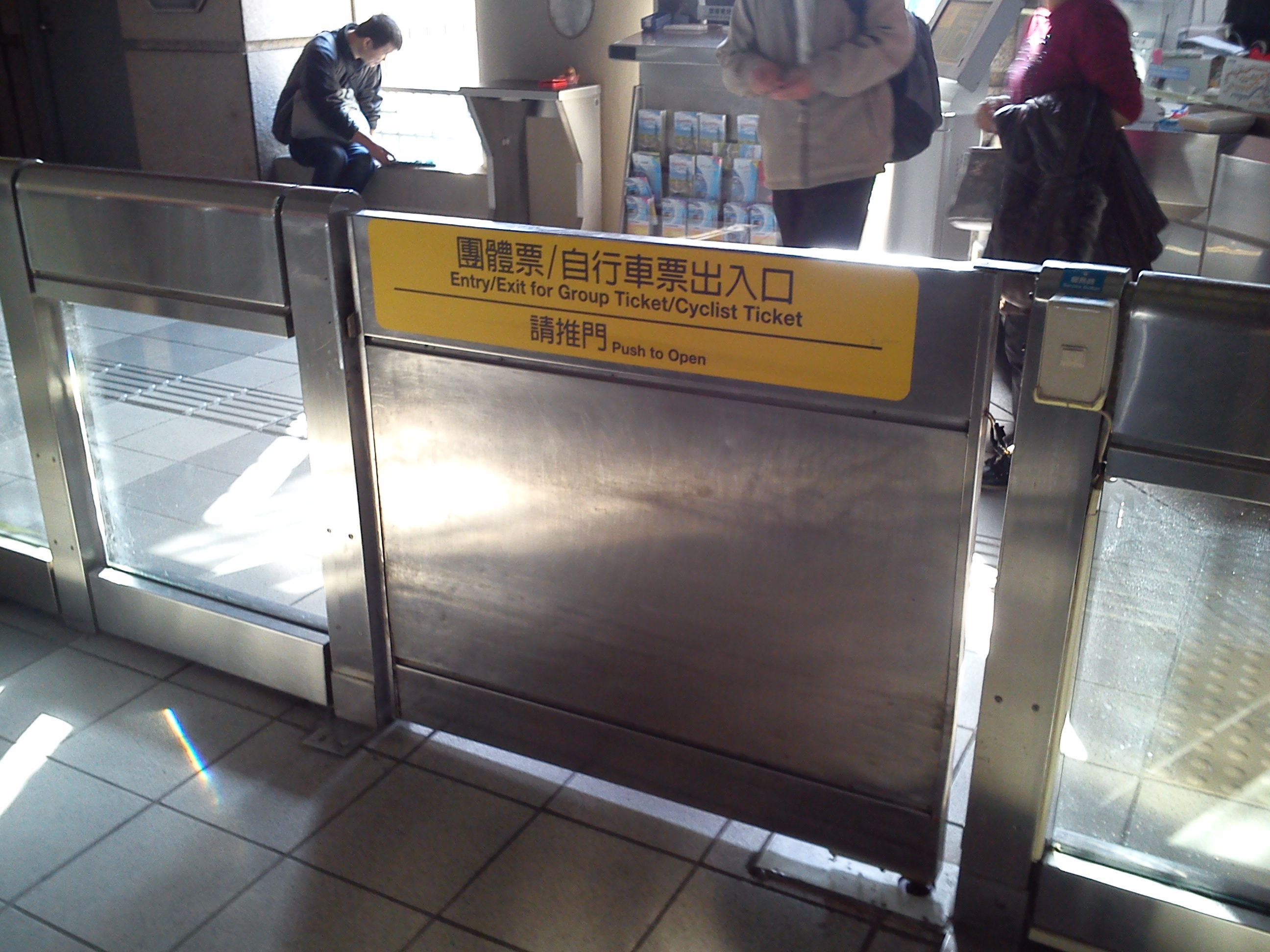
團體票和自行車票出入口（士林站）
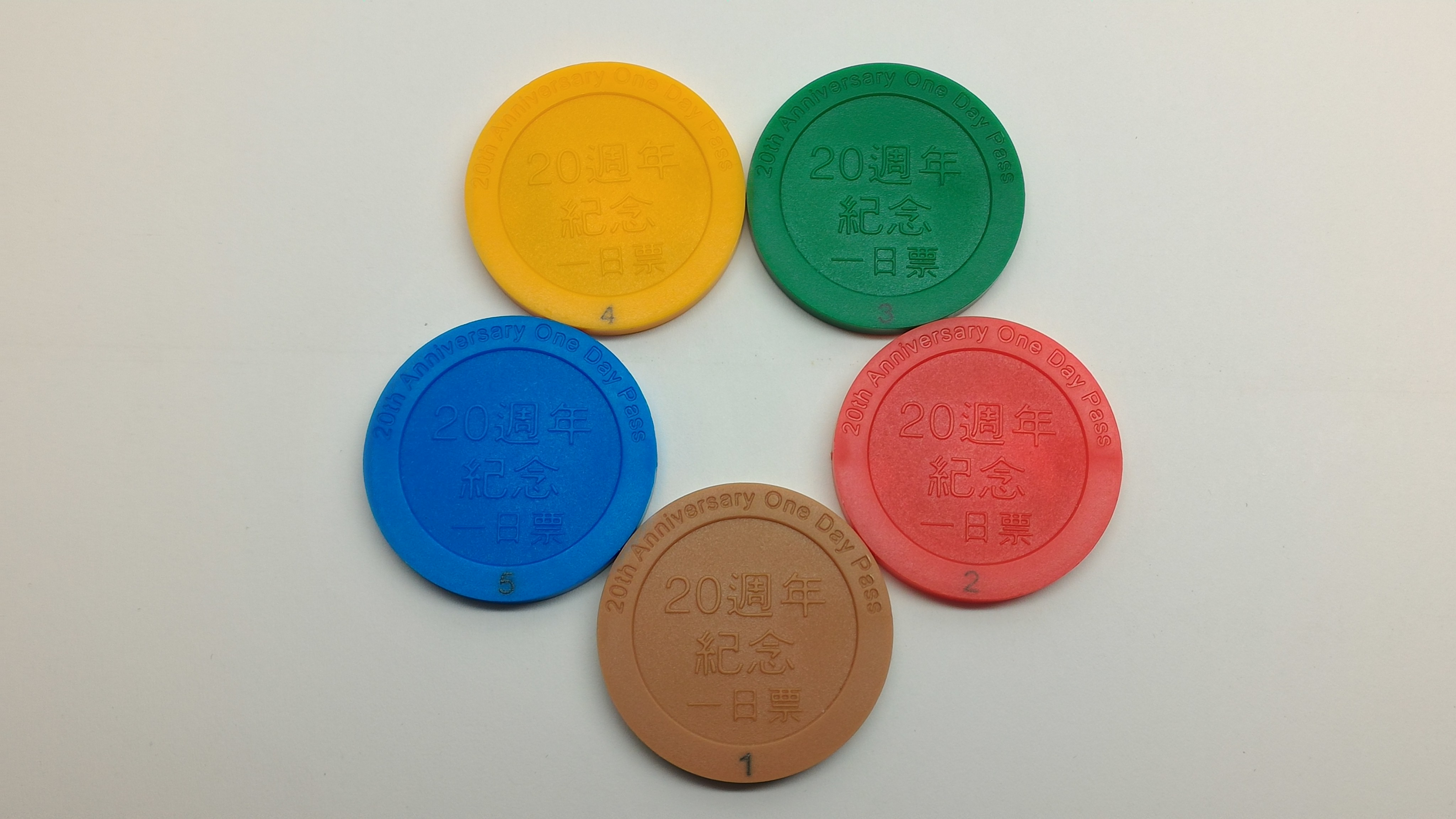
臺北捷運二十週年紀念一日票

## 過去歷史設備

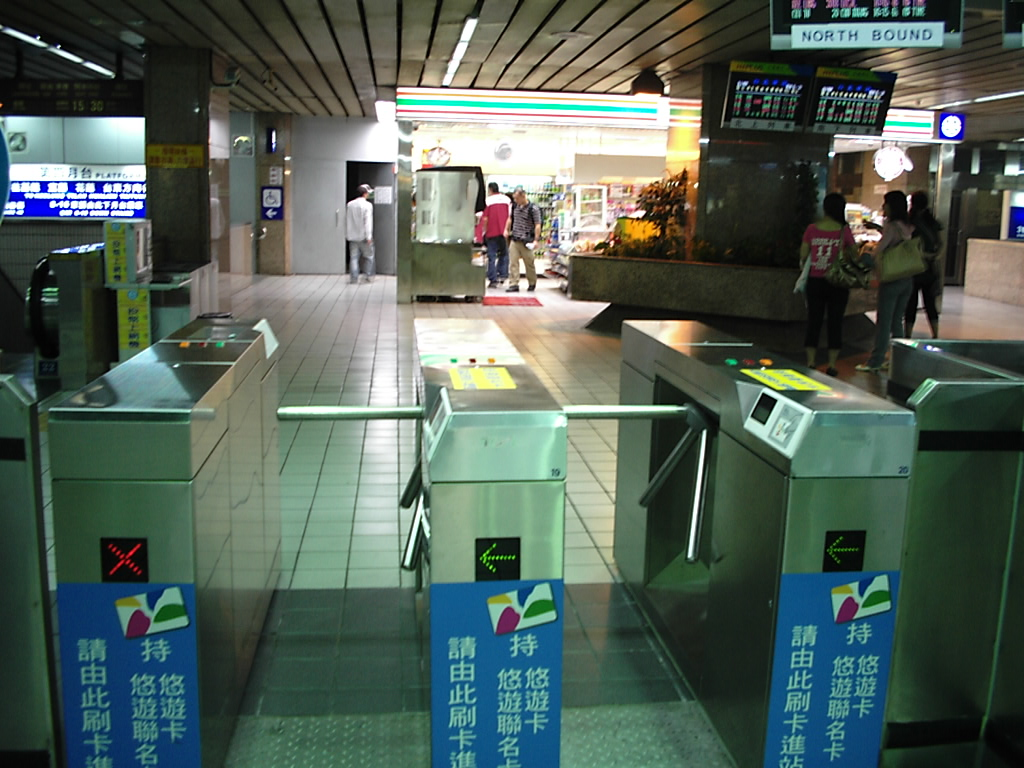
三柱轉軸驗票閘門

驗票閘門
採用三柱轉軸，並於斜邊加裝悠遊卡感應設備。目前僅用於貓空纜車各車站。
票證
磁卡
- 單程票：各車站皆設有自動售票機販售磁卡單程票；於特殊場合以人工方式，販售已經寫入特定金額，可於特定時間內使用的單程票。目前除貓空纜車外，其餘車站已經停用。
- 儲值票：有新臺幣300、500、1000元等面額。
- 紀念票：台北捷運公司遇節慶或特殊活動時限量發行，每張可不限里程搭乘二次，用畢後不收回。第一張磁卡紀念票是「木柵線通車紀念票」，最後一套為「土城線通車紀念票」。不過貓空纜車又繼續發行了兩套「紀念單程票」。
- 免費搭乘券：可不限里程免費搭乘一次。
- 員工通行證：專供台北捷運公司員工於執行公務時使用。

紙票
- 一日票紙票。

單程票自動售票機
- 307：分佈於木柵線、淡水線、新北投支線、新店線。原本一次僅能販售一張單程票，經改裝後一次可販售五張單程票。
- 337：分佈於中和線、藍線全線、小碧潭站、小南門站。一次最多可販售十張單程票。
- 觸控式螢幕：分佈於部份車站（例如台北車站）。一次最多可販售十張單程票；可使用紙鈔購票。

查詢機
可查詢磁卡資料。
- 三柱轉軸驗票閘門